# Alboglossiphonia pahariensis
Alboglossiphonia pahariensis (лат.) — вид плоских пиявок (Glossiphoniidae).

## Название
Видовой эпитет pahariensis получила по типовому местообитанию — региону Пахари (англ. Pahari) в Индии (штат Бихар, Патна).

## Описание
Пиявки небольшого размера: длина тела достигает 7 мм, наибольшая ширина — 3,5 мм. Тело широкое, продолговатое, в типичном состоянии имеет светло-жёлтую или светло-оранжевую окраску (однако популяция из штата Манипур имеет более тёмную пигментацию и, возможно, относится к другой экологической расе). Вдоль практически всего тела тянется тёмная пигментная полоса, состоящая из ряда пятнышек на каждом третьем сенсорном сосочке, которые могут сливаться в единую линию у сильно пигментированных особей. По спинной стороне проходит один медиальный ряд сосочков, располагающихся на каждом кольце, а также 2 парамедиальных ряда сосочков на каждом 2-м кольце в сегменте.
В полном сегменте 3 кольца.
На переднем конце тела имеется три пары глаз, глаза передней пары сильно сближены. Между глазами как второй, так и третьей пары расстояние больше, однако с каждой стороны глаз второй пары сближается, а часто и сливается с глазом третьей пары.
Гермафродиты. Мужские и женские половые пути открываются общей гонопорой на границе 1 и 2 колец XII сегмента.

## Образ жизни
Пресноводный вид. Обнаружена в стоячей, болотистой и прудовой воде на небольшой глубине прикреплённой к водной растительности. Кроме того, представители этого вида найдены внутри мантийных полостей пресноводных брюхоногих моллюсков Pila virens. Показано питание на катушках видов Gyraulus euphraticus и Gyraulus convexiusculus.
Молодые особи Alboglossiphonia pahariensis также были обнаружены внутри тела пресноводной губки из семейства бадяги (Spongillidae). Пиявки проникали внутрь губок через покинутые ходы личинок комаров-звонцов из рода Xenochironomus. Взрослых особей в ассоциации с губками не обнаружено. Предполагается, что такое поведение может объясняться использованием губок в качестве укрытия и/или питанием личинками комаров-звонцов. 

## Распространение
Обнаружена в Индии (штаты Бихар, Уттаракханд и Манипур), на территории Джамму и Кашмир, в Непале (в долине Покхара, долине Катманду и в районе Кайлали), а также в Мьянме.
В случае, если верны предположения о конспецифичности (принаддежности к одному виду) особей из Индийского региона, описываемых как «Alboglossiphonia weberi», с Alboglossiphonia pahariensis, то этот вид также обитает в Пакистане, Бутане и Узбекистане.

## Таксономия
Типовые экземпляры были собраны 7 апреля 2003 года Хаско Неземанном.
Молекулярно-генетические исследования подтверждают монофилетический статус этого вида. Наиболее базальное положение среди генетических линий этого вида занимает популяция из Манипура, также наиболее отличающаяся от остальных популяций морфологически.
На основании морфологических и зоогеографических соображений, сближается с такими видами, как A. disuqi, A. heteroclita, A. hyalina, A. kashiensis, A. lata, A. masoni, A. striata, A. tasmaniensis и A. weberi. В частности, для этой группы видов характерны общая гонопора и голарктическое распространение.
Данные молекулярной филогении (имеющиеся не для всех видов рода Alboglossiphonia) подтверждают эту гипотезу: так, в исследовании, охватившем виды A. hyalina, A. bhamoensis, A. sibirica, A. lata, A. pahariensis и A. quadrata, сестринскими оказались виды A. pahariensis и A. lata.